# Wiebe Wolters
Wiebe Johan Wolters (25 dicembre 1932 – Mijas, 15 gennaio 2011) è stato un nuotatore e pallanuotista singaporiano, che ha partecipato alle Olimpiadi estive di Melbourne 1956, gareggiando nel torneo di pallanuoto assieme al fratello Skip.
Nato nelle Indie orientali olandesi, si è trasferito a Singapore da bambino ed ha iniziato come nuotatore competitivo, specializzandosi in gare di sprint. Ha vinto una medaglia d'argento nei 100 m stile libero ai Giochi asiatici del 1951 a Nuova Delhi ed è stato membro della staffetta vincitrice della medaglia d'oro 4 x 100 m stile libero.
Incapace di partecipare alle Olimpiadi come nuotatore, ha spostato la sua attenzione sulla pallanuoto e ha vinto un'altra medaglia d'oro ai Giochi asiatici nel 1954 con la squadra nazionale maschile di pallanuoto di Singapore.